# Cinco Ribeiras
Cinco Ribeiras é uma freguesia portuguesa do município de Angra do Heroísmo, ma ilha Terceira, Região Autónoma dos Açores,  com 11,38 km² de área e 683 habitantes (censo de 2021). A sua densidade populacional é 60 hab./km².
Situada na costa sudoeste da ilha, a cerca de 11 km da cidade de Angra do Heroísmo, foi elevada a freguesia em 1879, por desmembramento da parte leste da freguesia de Santa Bárbara das Nove Ribeiras, paróquia e freguesia a que pertencia desde o povoamento daquela região. Até 1990, a designação oficial da freguesia foi Nossa Senhora do Pilar, nome que provinha da primitiva ermida ali erigida pelos Jesuítas no século XVII. O topónimo Cinco Ribeiras deriva do seu núcleo principal estar localizado em torno da Ribeira das Cinco, ou seja cinco ribeiras depois da saída oeste da cidade de Angra.

## Geografia
A freguesia das Cinco Ribeiras situa-se na costa sudoeste da ilha Terceira, ocupando uma faixa grosseiramente triangular, com 11,38 km² de área, que se estende desde a costa até ao bordo da Caldeira de Santa Bárbara na zona onde este atinge a sua máxima altitude (1021 m). Confina a leste com a freguesia de São Bartolomeu de Regatos e a oeste com Santa Bárbara das Nove Ribeiras. A norte, ao longo de um curto troço do bordo sul da Caldeira de Santa Bárbara, confina com a freguesia dos Altares. O limite sul é a costa sudoeste da ilha.
A costa da freguesia é formada por uma arriba de 20 a 30 m de altura, praticamente linear, tendo como única saliência, e ainda assim de pouca monta, a Ponta das Cinco, um esporão rochoso formado por um poderoso dique basáltico que penetrou a caixa de uma das falhas radiais, centradas na Serra de Santa Bárbara, que percorrem a região e sobre as quais estão instalados diversos pequenos cones vulcânicos de bagacina basáltica negra ou avermelhada.
A parte baixa da freguesia desenvolve-se na zona aplainada correspondente à zona terminal dos derrames basálticos fissurais oriundos da região do Pico da Bagacina, o que lhe imprime um declive muito suave, subindo em direção ao noroeste. Esta zona é ocupada por escoadas de lava basáltica relativamente recente, com pouco recobrimento piroclástico, o que se traduz em solos pouco profundos e na existência de numerosos afloramentos rochosos.
À medida que o terreno avança para oeste e para o interior, o declive vai gradualmente aumentando, passando da zona de transição para o grande cone da Serra de Santa Bárbara. A parte mais alta da freguesia, uma língua estreita correspondente ao território entre os talvegues das ribeiras da Praia e das Cinco, apresenta um acentuado declive, subindo quase a pique desde a base da Serra até ao bordo da Caldeira, atingindo aí os 1 021 m de altitude, o ponto mais alto da ilha Terceira.
Se excluirmos o cone regular do maciço de Santa Bárbara, a paisagem suave da freguesia é apenas entalhada pela abundante rede hidrográfica, também ela radial em relação ao vulcão de Santa Bárbara, não apresentando acidentes de relevo, embora alguns pequenos vulcões adventícios se elevem da topografia regular da encosta, atingindo os 323 m de altitude no Pico da Praia.
A freguesia é atravessada por três ribeiras: a Ribeira do Mouro, a Ribeira das Cinco e a Ribeira da Praia, todas elas parte do sistema radial de drenagem do Maciço de Santa Bárbara.
Situada na encosta sudeste da Serra de Santa Bárbara, a freguesia goza de um clima oceânico na transição para o clima mediterrânico (na Classificação climática de Köppen-Geiger: Csb na zona baixa; Cfb na zona alta), estando exposta aos ventos fortes de sudoeste, os quais, quando as condições de instabilidade atmosférica se conjugam com elevada humidade do ar, dão origem a intensas chuvadas orográficas nas faldas da Serra, que por mais de uma vez deram origem a graves inundações, com o transbordo das ribeiras, cujo leito pouco profundo é incapaz de transportar a água proveniente das zonas de maior altitude.

### Urbanismo
A mancha urbana das Cinco Ribeiras, tal como a generalidade dos povoados do oeste da ilha Terceira, é essencialmente constituída por uma estrutura urbana linear, acompanhando a estrada que circunda a ilha, com poucas penetrações nos campos vizinhos, as canadas, também elas estruturas urbanas lineares que se afastam da estrada corrente em geral acompanhando o curso das ribeiras. As exceções, embora de pouca expressão, são o desenvolvimento urbano entre a Ribeira do Mouro e a Ribeira das Cinco, onde pequenos núcleos urbanos se instalaram em torno do cruzamento das canadas que seguem as ribeiras homónimas e a estrada municipal das Canadinhas, que cerca de 200 m acima da estrada principal liga a freguesia das Cinco Ribeiras à Terra Chã através do lugar dos Regatos em São Bartolomeu.
Um novo núcleo urbano, por ora ainda incipiente mas de expressão crescente, constituído em boa parte por casas de veraneio, está a surgir em torno do Porto das Cinco Ribeiras, incorporando a Ermida de Nossa Senhora de Lurdes ali existente e as poucas casas que existiam na Canada do Porto.
A arquitetura tradicional das Cinco Ribeiras enquadra-se no tipo de casa rural do oeste da Terceira, em geral construída em apenas um piso. O povoado é também conhecida pelo qualitativo de freguesia branca, referência à tradicional alvura das suas casas caiadas, as quais em geral não ostentam barras de cor nos cunhais e em torno das janelas e portas, o que as diferenciava da maioria das casas da ilha.

## Demografia
A população registada nos censos foi:
| Distribuição da População por Grupos Etários | Distribuição da População por Grupos Etários | Distribuição da População por Grupos Etários | Distribuição da População por Grupos Etários | Distribuição da População por Grupos Etários |
| -------------------------------------------- | -------------------------------------------- | -------------------------------------------- | -------------------------------------------- | -------------------------------------------- |
| Ano                                          | 0-14 Anos                                    | 15-24 Anos                                   | 25-64 Anos                                   | > 65 Anos                                    |
| 2001                                         | 142                                          | 96                                           | 354                                          | 92                                           |
| 2011                                         | 119                                          | 110                                          | 377                                          | 98                                           |
| 2021                                         | 85                                           | 80                                           | 363                                          | 155                                          |

Aquando do censo de 1991 a freguesia contava 650 habitantes, dos quais 138 homens e 114 mulheres, repartida pelos lugares de Ribeira das Cinco (51 habitantes), Ribeira do Mouro (84 habitantes) e Cinco Ribeiras (418 habitantes). A população residente sofreu um decréscimo acentuado ao longo século XX, já que a freguesia tinha 1 180 residentes em 1900.
Em 1864 e 1878 fazia então parte da freguesia de Santa Bárbara.
Fonte: DREPA (Aspectos demográficos - Açores 1978) e Serviço Regional de Estatística dos Açores (SREA).
A primeira referência a esta freguesia encontra-se no decreto de 12/11/1898. Nos censos de 1911 a 1940 figura com a designação de Cinco Ribeiras. Pelo decreto nº 30.214, de 22/12/1939, foi-lhe dada a denominação Nossa Senhora do Pilar. A partir de 1990 retoma a designação de Cinco Ribeiras 
A evolução da freguesia das Cinco Ribeiras foi desde cedo marcada pela emigração, primeiro para o Brasil, depois para os Estados Unidos e finalmente para o Canadá. Ao longo do século XX, a população da freguesia manteve-se estável até meados da década de 1960; depois, graças à facilitação da emigração açoriana para os Estados Unidos em consequência do Kennedy-Pastore Act, a população entrou em rápido declínio, aparentando já ter estabilizado por a emigração ter virtualmente cessado há mais de uma década.

### Economia
As Cinco Ribeiras são uma típica freguesia rural açoriana, com uma economia centrada em torno da agro-pecuária, com destaque para a produção de leite de vaca. Se até meados dos século XX as culturas de cereais, trigo e depois milho, foram importantes, hoje a agricultura está essencialmente reduzida à produção de forragens (pastagem e milho para aproveitamento em silagem). A pastagem permanente ocupa mais de 80% da superfície agrícola útil da freguesia.
Nas zonas da beira-mar produziu-se algum vinho, sendo os vinhedos tradicionais substituídos pela casta americana Isabela de vinho-de-cheiro após a introdução da filoxera. Hoje os vinhedos desapareceram por não ser economicamente viável a produção.
Na costa da freguesia existe um pequeno porto de pesca, mas a atividade piscatória sempre foi ali reduzida. Na primeira metade do século XX, operaram no porto algumas lanchas baleeiras. Hoje é uma zona de banhos e de apoio à náutica de recreio.
A relativa proximidade em relação a Angra levou a que a freguesia fosse progressivamente atraindo residentes que trabalham no setor dos serviços daquela cidade, razão pela qual atualmente a maioria da população residente não trabalha na freguesia.
Ma freguesia está instalada a Fábrica de Queijo Vaquinha, uma unidade industrial de produção de queijo típico.

## História

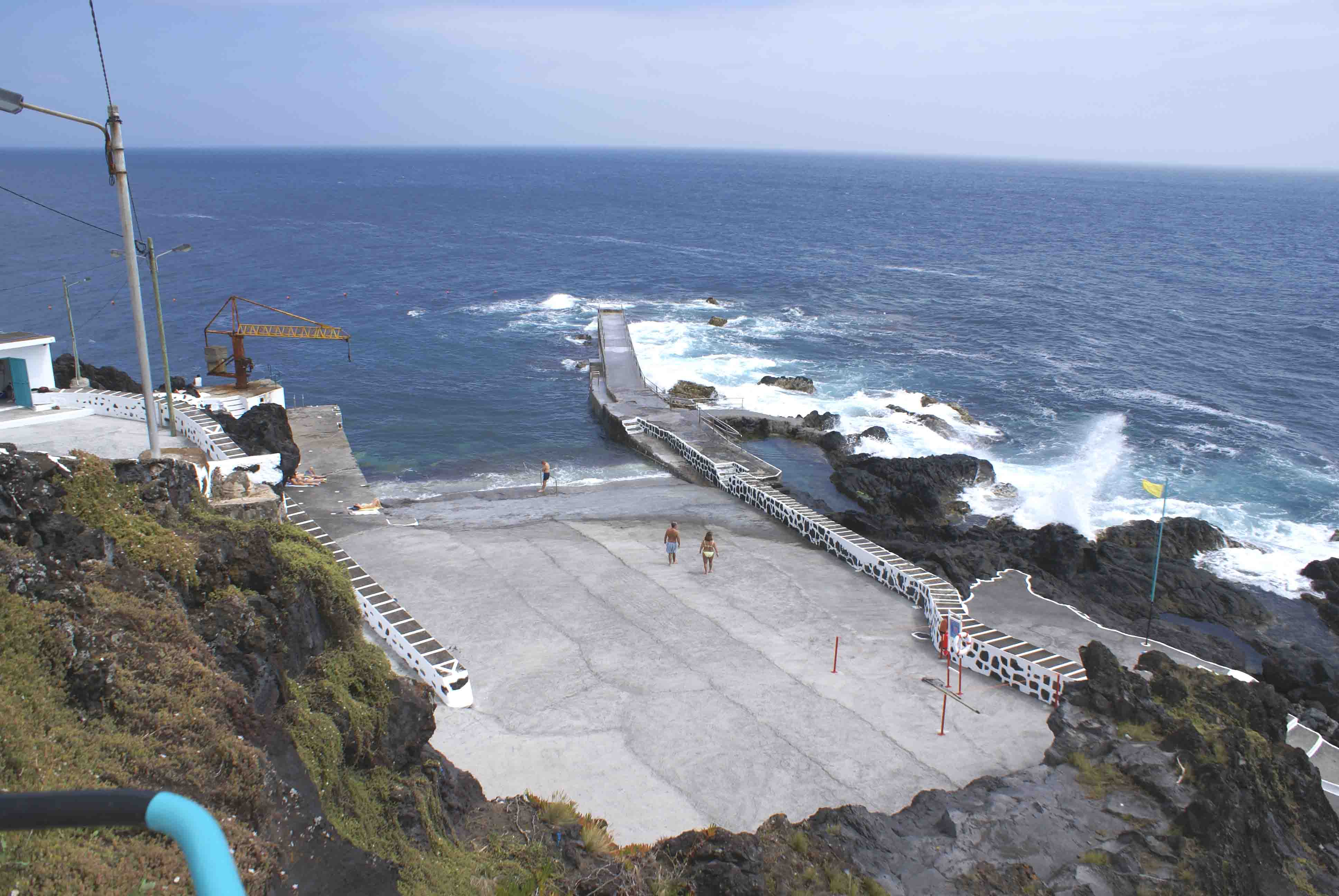
O porto das Cinco Ribeiras.

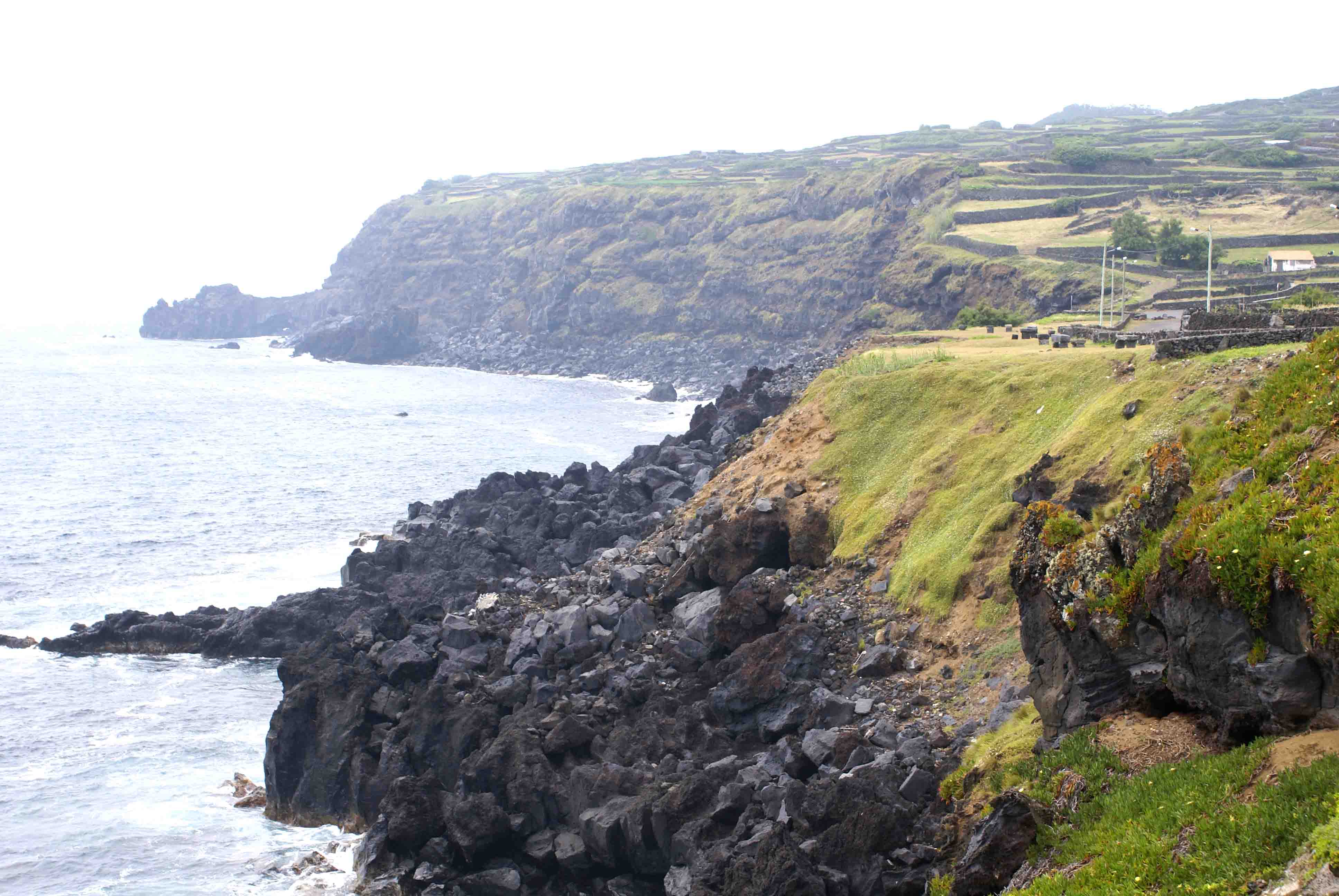
A falésia costeira das Cinco Ribeiras (vista em direção ao oeste), vendo-se ao fundo a Ponta das Cinco.

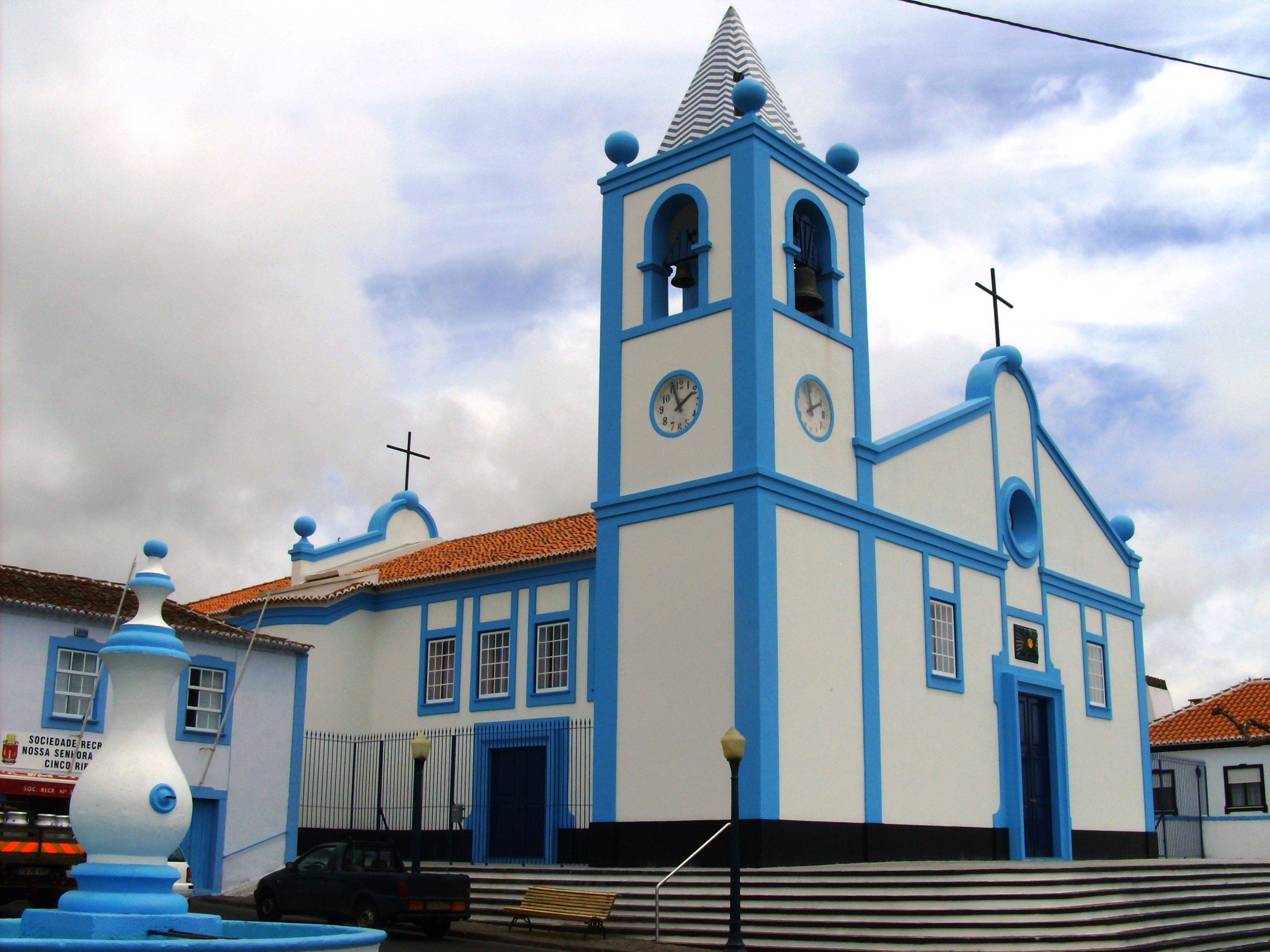
Igreja de Nossa Senhora do Pilar (Cinco Ribeiras): corpo. Em primeiro plano o Chafariz das Cinco Ribeiras.

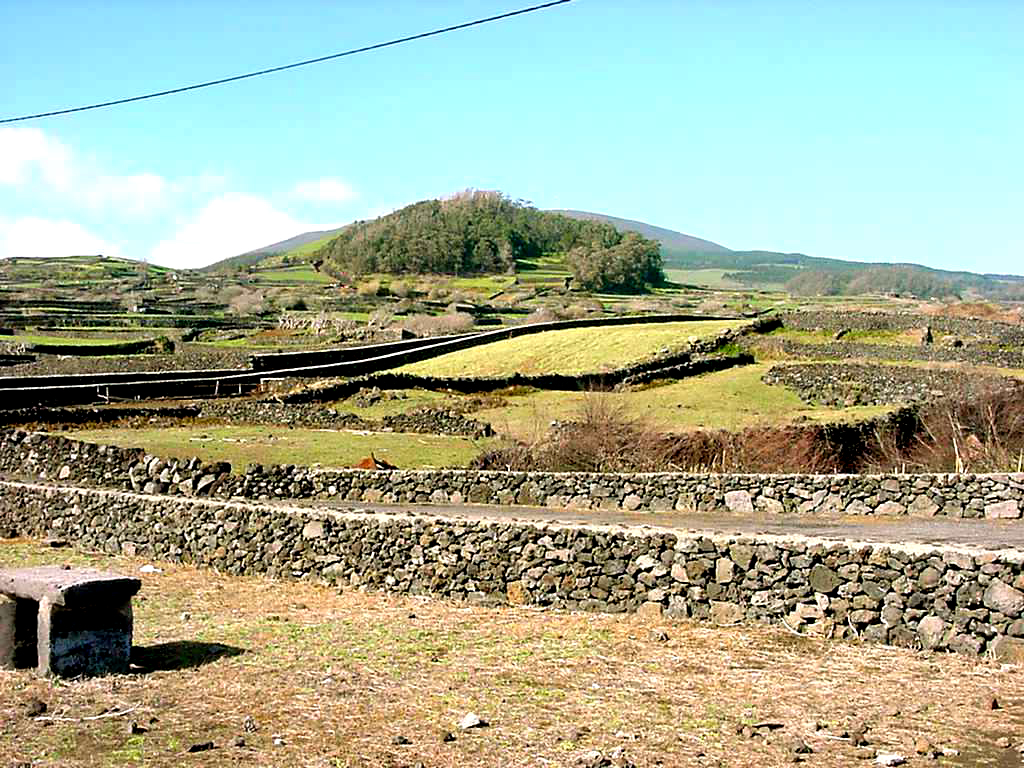
Paisagem agrícola das Cinco Ribeiras próxima ao Porto.

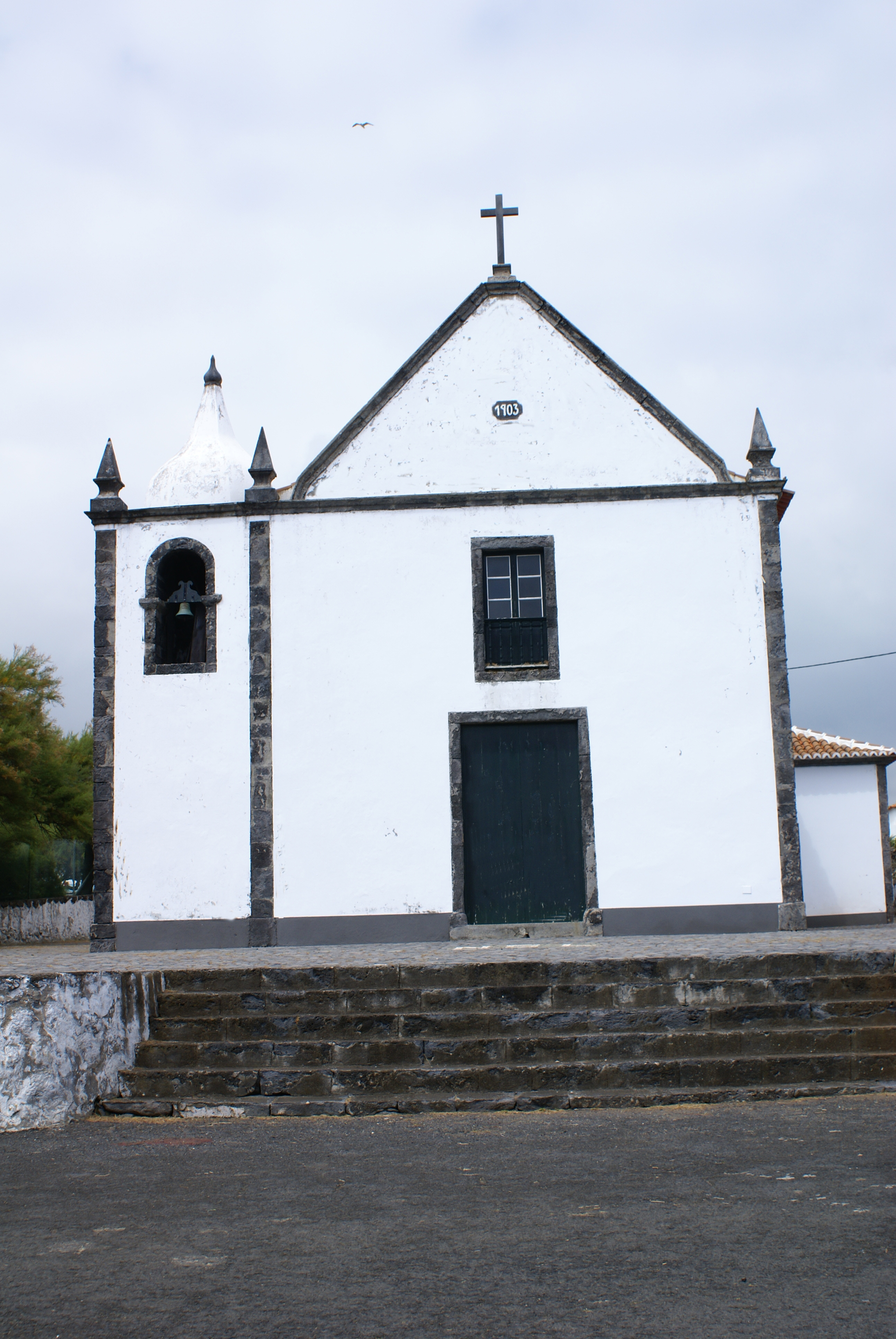
Ermida de Nossa Senhora de Lurdes, Porto das Cinco Ribeiras.

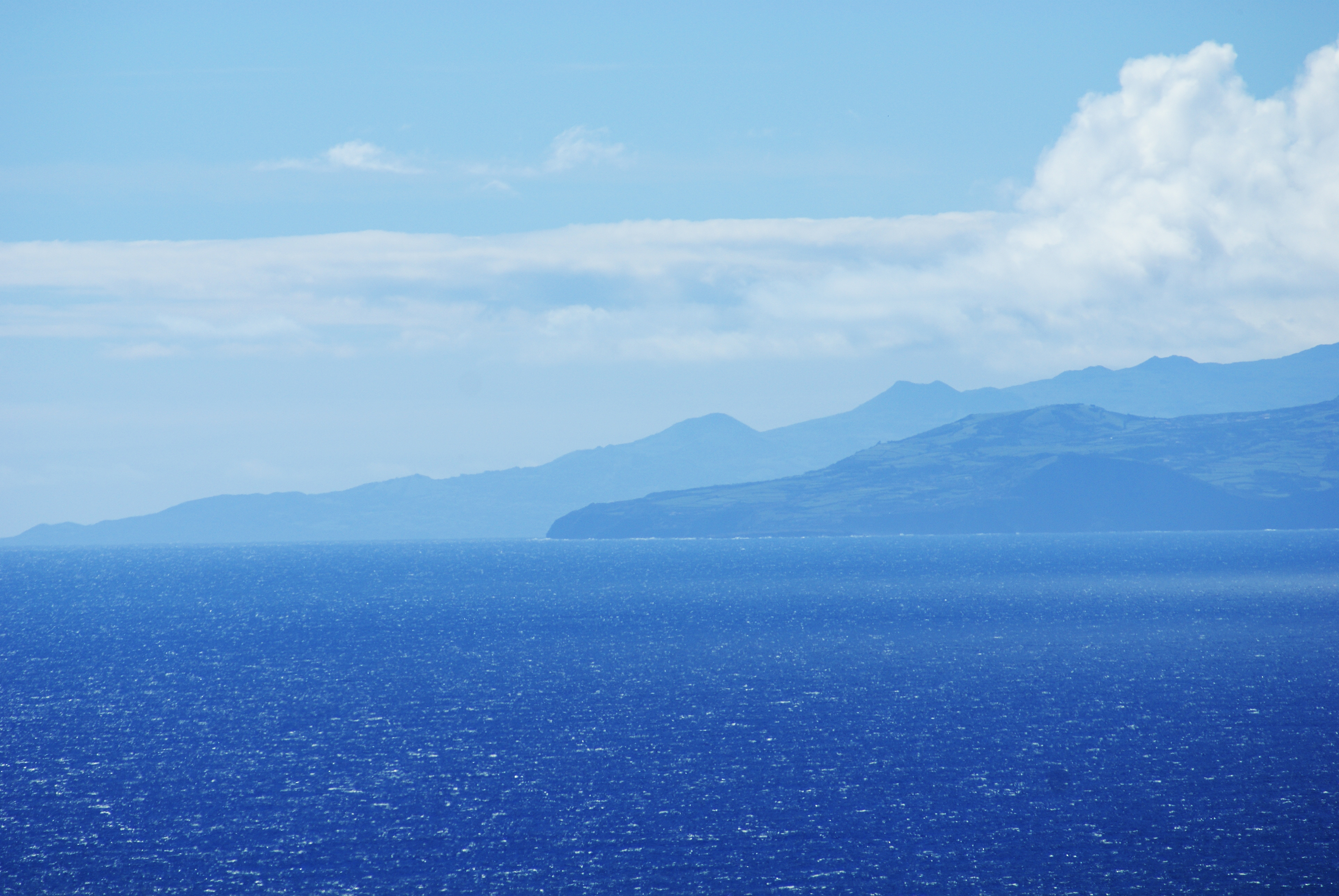
Em primeiro plano a ilha de São Jorge e em segundo plano a ilha do Pico, vista das Cinco Ribeiras.

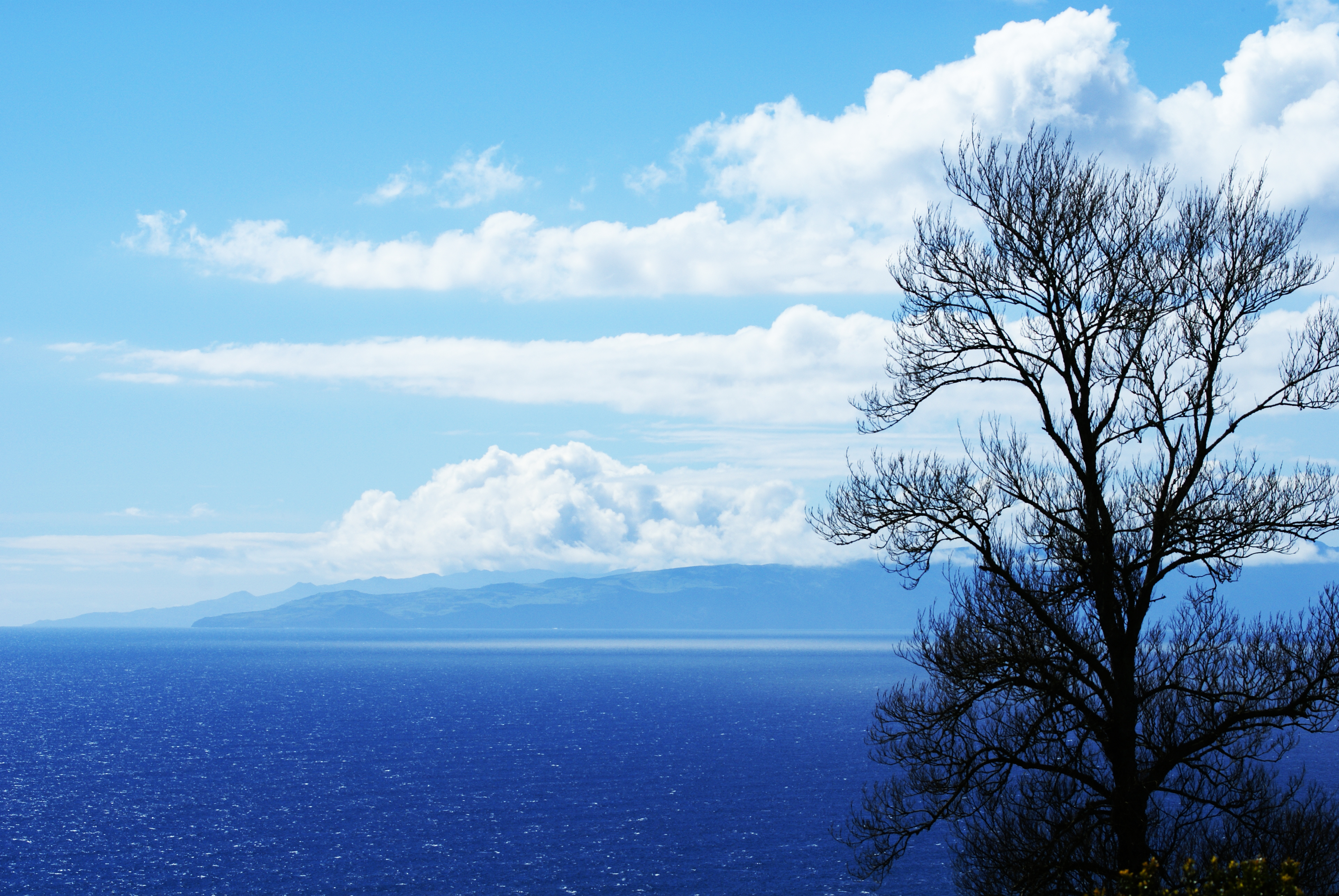
Ilha de São Jorge em 1 plano a ilha do Pico em 2 plano, vista das Cinco Ribeiras.

O povoamento da zona oeste da ilha Terceira iniciou-se nos finais do século XV, quando as terras das vertentes da Serra de Santa Bárbara foram distribuídas em sesmaria por João Vaz Corte-Real, então capitão-do-donatário em Angra. A maioria dos povoados ficaram estruturados na década de 1510. Os condicionalismos da topografia local e a escassez de nascentes de água, levou a que o povoamento assumisse ali um carácter linear, ao longo do caminho que partindo de Angra se dirigia para oeste, fixando-se os povoadores nas margens das ribeiras, nas imediações do local onde estas eram atravessadas por aquele caminho, pois sendo a região muito pobre em nascentes, os habitantes eram obrigados a recorrer à água das ribeiras, elas também efémeras já que durante o Verão raramente correm.
Essa vasta zona, que vai de São Bartolomeu dos Regatos até à Serreta, no extremo oeste da ilha, ficou assim povoada em torno das ribeiras, popularmente "numeradas" de leste para oeste, ou seja, de Angra para a Serreta, dando origem a topónimos como Cinco Ribeiras, Nove Ribeiras ou Doze Ribeiras. O centro administrativo e religioso da região centrou-se na Igreja de Santa Bárbara, às Nove Ribeiras, constituindo-se, em data anterior a 1489, uma imensa paróquia que se estendia desde a Cruz das Duas Ribeiras até ao Biscoito da Serreta.
Um desses lugares, situado Às Cinco Ribeiras, isto é nas margens da quinta ribeira contada desde Angra, assumiu alguma importância e nas suas proximidades os Jesuítas adquiriam uma propriedade, provavelmente para veraneio, na qual ergueram, já na segunda metade do século XVII, uma ermida sob a invocação de Nossa Senhora do Pilar. Expulsos os Jesuítas à época do marquês de Pombal, a propriedade foi arrematada por particulares, tendo a ermida se mantido ao serviço da comunidade até que em 1832 foi doada ao povo da freguesia.
À medida que o povoamento se foi estruturando, a freguesia de Santa Bárbara foi sendo repartida em curatos e depois em paróquias autónomas, precursoras das atuais freguesias. Foi nesse contexto, que as populações que viviam em torno da Ribeira das Cinco, no extremo sueste da então freguesia de Santa Bárbara, começaram a reivindicar a presença de um cura de almas que lhes providenciasse um serviço religioso de maior proximidade.
Foi assim que o lugar de Nossa Senhora do Pilar das Cinco Ribeiras foi elevado a curato, por provisão do bispo de Angra, D. frei Estêvão de Jesus Maria, datada de 13 de junho de 1867. Aquela provisão reconhecia o crescimento demográfico da zona e a sua distância em relação à igreja paroquial de Santa Bárbara das Nove Ribeiras, localizada cerca de 3 quilómetros a oeste.
Com a construção de uma nova igreja que sucedeu a primtiva ermida, ficaram reunidas as condições para a elevação do curato a paróquia, o que foi conseguido por decreto de 8 de fevereiro de 1879. A nova freguesia foi constituída com os seguintes limites:
- Norte: bordo da caldeira que fica detrás da Serra de Santa Bárbara, em virtude da mesma caldeira confinar com outras freguesias, matos e campos baldios;
- Sul: a rocha do mar, nela se incluindo o Porto das Cinco com o seu forte do porto;
- Nascente: da rocha do mar, seguindo na direção do norte tocando o paredão da corredora do cerrado de trás dos Ormondes; lado Ocidental do Pico chamado de Luís Coelho; Cruz das Duas Ribeiras na Estrada Real; lameiro de Bárbara Antónia, nas Canadinhas; nascente da casa, eira e pastos dos Corvelos, no Escampadouro; canada de servidão nos pastos de Francisco de Barcelos; o lado oriental dos Morros; o Calhau Branco entre a nascente da Ribeiras das Duas e o poente da Ribeira de Trás, daqui até à Serra de Santa Bárbara e bordo da Caldeira;
- Poente: a Ribeira da Praia ou do Hospital.

A paróquia manteve a invocação de Nossa Senhora do Pilar que lhe advinha da antiga ermida, fazendo dela orago da nova freguesia, a qual, embora o seu lugar principal fosse o das Cinco Ribeiras, passou a ser oficialmente designada por Nossa Senhora do Pilar. Só pelo Decreto 30 214, de 22 de Dezembro de 1939, a freguesia passou a incorporar a designação de Cinco Ribeiras, embora ela já apareça nos censos da população a partir de 1911. Passou então a designar-se Nossa Senhora do Pilar das Cinco Ribeiras, nome que foi alterado para simplesmente Cinco Ribeiras pelo Decreto Legislativo Regional n.º 15/90/A, de 7 de Agosto.
As Cinco Ribeiras tiveram a sua primeira escola pública em 1879, destinada ao sexo masculino. A escola feminina foi fundada em 1883. Ambas as escolas estiveram alojadas em edifícios diversos, recebendo finalmente instalações próprias em 1960, ano em que a freguesia foi finalmente contemplada com um edifício escolar do Plano dos Centenários, com biblioteca e cantina.
Durante a fase mais ativa do sindicalismo agrícola católico, foi criado um Sindicato Agrícola, o qual fundou em 1918 uma cooperativa de produtores de laticínios, denominada Cooperativa de Lacticínios União Agrícola destinada à transformação e comercialização do leite de vaca produzido na freguesia. Em 1927 a Cooperativa funcionava em prédio próprio, tendo aderido em 1940 à União das Cooperativas de Laticínios da Ilha Terceira.
Apesar da proximidade em relação à cidade de Angra do Heroísmo, a eletricidade apenas chegou à freguesia em 1958, ainda assim funcionando com graves deficiências até à década de 1990.
No seu porto ainda existem os restos de um forte construído em 1653, logo após o fim do domínio espanhol na Terceira (que durou de 1583 a 1641). O forte foi inicialmente denominado Forte de São Bartolomeu, sendo construído na falésia sobranceira ao Porto das Cinco Ribeiras para defender aquele pequeno porto e para avisar a cidade de Angra da aproximação de navios vindos de sudoeste.

## Personalidades ligadas à freguesia
Estão ligadas às Cinco Ribeiras algumas personalidades relevantes da cultura e da política, entre as quais:
- Inocêncio Romeiro Enes, sacerdote católico e etnógrafo;
- José Machado Lourenço, sacerdote católico, professor, etnógrafo e historiador;
- José Barcelos Mendes, sacerdote e jornalista;
- Marcelino Moules, médico.
- Walter Pacheco de Mendonça, médico e escritor.
- Marcolino Candeias, poeta e intelectual, ligado à chamada «Geração Glacial», antigo diretor regional da Cultura.

## Instituições existentes na freguesia
- Casa Eco-Museu Dr. Marcelino Moules, um conjunto de arquitetura tradicional composto por atafona, palheiro e casa de moradia.
- Filarmónica Nossa Senhora do Pilar, com sede própria.
- Sociedade Recreativa Nossa Senhora do Pilar, com fins de recreio, cultura e desporto. A agremiação tem sede própria no Largo da Igreja, com um salão equipado com palco;
- Casa do Povo das Cinco Ribeiras, a funcionar desde 1975, inicialmente numa sala da escola, hoje instalada num edifício polivalente que partilha com a Junta de Freguesia;
- Irmandade do Divino Espírito Santo com o seu Império (construído em alvenaria basáltica em 1886) e Dispensa.
- Agrupamento de Escuteiros.

## Património natural e edificado
- Gruta das Cinco Ribeiras
- Chafariz das Cinco Ribeiras
- Forte das Cinco Ribeiras
- Ermida de Nossa Senhora de Lurdes, construída em 1903 junto ao Porto das Cinco Ribeiras. Naquela ermida realiza-se uma festa em homenagem daquela invocação mariana (a 11 de Fevereiro), mantendo-se a Festa de São Pedro e São Paulo (a 29 de Junho), inspirada nas tradições piscatórias do porto.[13]
- Igreja de Nossa Senhora do Pilar
- Império do Espírito Santo das Cinco Ribeiras
- Porto das Cinco Ribeiras, um pequeno porto de pesca, mas onde a atividade piscatória foi sempre reduzida. Na primeira metade do século XX, operaram no porto algumas lanchas baleeiras. Hoje é uma zona de banhos e de apoio à náutica de recreio.
- Parque de Campismo das Cinco Ribeiras
- Pico das Duas

## Cronologia
- 1580 – Data a que remonta a uma linha de trincheiras, aberta no contexto da crise de sucessão de 1580, entre 1579 e 1581, por determinação do corregedor dos Açores, Ciprião de Figueiredo e Vasconcelos conforme o plano de defesa da ilha elaborado por Tommaso Benedetto, e que em 1653 deu origem ao Forte das Cinco Ribeiras.
- 1653 – Construção do Forte das Cinco Ribeiras, também denominado Forte de Santa Bárbara, Forte de Nossa Senhora do Pilar ou Forte de São Bartolomeu, por iniciativa da Câmara Municipal de Angra do Heroísmo, como precaução contra um ataque de piratas que, na altura, ameaçaram os mares dos Açores com uma esquadra de 40 a 50 navios.
- 1767 – O Forte das Cinco Ribeiras encontrava-se, de acordo com o relatório do Sargento-mor Engenheiro João António Júdice, artilhado com quatro peças de ferro nos respetivos reparos, em bom estado. Propunha-lhe a abertura de mais duas canhoneiras, a serem guarnecidas com mais duas peças.
- 1832 – Data de referência a uma antiga ermida na freguesia das Cinco Ribeiras, localizada à Canada do Pilar, e que está na origem da atual Igreja de Nossa Senhora do Pilar (Cinco Ribeiras) cuja primeira pedra foi benzida em 20 de maio de 1867.
- 1862 – 10 de abril - Diante da reivindicação de um grupo de moradores e porque a ermida de 1832 era insuficiente para o uso da população, o então governador civil do Distrito de Angra do Heroísmo, Jácome de Ornelas Bruges de Ávila Paim da Câmara, nomeou, por alvará, uma comissão destinada a desenvolver as diligências necessárias à construção de uma nova igreja, cuja primeira pedra seria benzida em 20 de Maio de 1867.
- 1864 – Ano em que se realizou nas Cinco Ribeiras o primeiro recenseamento pelos modernos critérios demográficos.
- 1867 – 20 de maio – É feita a bênção da primeira pedra da Igreja de Nossa Senhora do Pilar (Cinco Ribeiras).
- 1867 – 13 de junho – O povoado de Nossa Senhora do Pilar das Cinco Ribeiras foi elevado a curato, por provisão do Bispo de Angra, D. frei Estêvão de Jesus Maria.
- 1879 – Elevação a freguesia do povoado das Cinco Ribeiras, concelho de Angra do Heroísmo.
- 1879 – 8 de fevereiro, elevação a paróquia da Freguesia das Cinco Ribeiras, sobe a evocação de Nossa Senhora do Pilar.
- 1879 – É edificado nas Cinco Ribeiras a primeira escola pública destinada ao sexo masculino.
- 1881 – O Forte das Cinco Ribeiras é dado como abandonado na relação do Tombos dos Fortes da Ilha Terceira.
- 1883 – É edificada nas Cinco Ribeiras a primeira escola pública destinada ao sexo feminino.
- 1886 – Criação da Irmandade do Divino Espírito Santo das Cinco Ribeiras com a criação do respetivo Império do Espírito Santo das Cinco Ribeiras, construído em alvenaria basáltica em com Dispensa.
- 1890 – Construção do Chafariz das Cinco Ribeiras.
- 1903 – Construção da Ermida de Nossa Senhora de Lurdes, junto ao Porto das Cinco Ribeiras.
- 1918 – Durante a fase mais ativa do sindicalismo agrícola católico, foi criado nas Cinco Ribeiras um Sindicato Agrícola, o qual fundou uma cooperativa de produtores de laticínios, denominada Cooperativa de Lacticínios União Agrícola.
- 1927 – A cooperativa de produtores de laticínios, denominada "Cooperativa de Lacticínios União Agrícola", localizada nas Cinco ribeiras, é dotada por prédio próprio.
- 1938 – Nesta data foi aberto um processo de devolução do Forte das Cinco Ribeiras ao Ministério das Finanças, processo suspenso em 1941 no contexto da Segunda Guerra Mundial, quando foi guarnecido militarmente. O processo de devolução só se efetivou em 1965.
- 1940 – A cooperativa de produtores de laticínios, denominada Cooperativa de Lacticínios União Agrícola, localizada nas Cinco ribeiras adere à União das Cooperativas de Lacticínios da Ilha Terceira.
- 1941 – Suspensão do processo de devolução do Forte das Cinco Ribeiras ao Ministério das Finanças iniciado em 1938, dado a Segunda Guerra Mundial, chegando a ser guarnecido militarmente. O processo de devolução só se efectivou em 1965.
- 1958 – Instalação da rede elétrica na freguesia das Cinco Ribeiras.
- 1960 – As duas escolas públicas das Cinco Ribeiras divididas por sexos, a de 1879 para o sexo masculino e a de 1883 destinada ao sexo feminino recebem instalações próprias e unas com o edifício escolar do Plano dos Centenários dotado por biblioteca e cantina.
- 1965 – Nesta data o Forte das Cinco Ribeiras é devolvido ao Ministério das Finanças depois de em 1941 ter sido guarnecido militarmente durante a Segunda Guerra Mundial. Em 2010, e depois de 357 anos de história, encontrava-se votado ao abandono em perigo de ruína total.
- 1975 – É construída a Casa do Povo das Cinco Ribeiras.
- 1980 – O terramoto de 1 de Janeiro de 1980 fez grandes estragos na Igreja de Nossa Senhora do Pilar (Cinco Ribeiras), entretanto reconstruída.
- 1994 – outubro – Após uma campanha de restauração, demorada o conjunto construído e rural , com mais de dois séculos, foi recuperado dado origem à Casa Eco-Museu Dr. Marcelino Moules.